# 北広島市立西の里小学校
北広島市立西の里小学校（きたひろしましりつにしのさとしょうがっこう）は、
北海道北広島市西の里に所在する公立小学校。
住宅地から少し離れた森林に囲まれたところに学校がある。

## 沿革
- 1900年 - 野幌簡易教育所を広島村野幌101番地に創設。
- 1907年 - 校舎が現在の西の里463番地に移転。
- 1908年 - 広島尋常高等小学校野幌分教所に改称。
- 1929年 - 校舎が現在の西の里501番地に移転。
- 1934年 - 広島野幌尋常小学校に改称。
- 1937年 - 校舎増築工事。
- 1941年 - 広島野幌国民学校に改称。
- 1947年 - 広島村立西の里小学校に改称。
- 1950年 - 開校50周年記念式典挙行。
- 1951年 - 西の里小学校に東部中学校西の里分校を開設。
- 1960年 - 開校60周年記念式典挙行。校章・校歌制定。札幌郡広島村立西の里中学校として独立。
- 1968年 - 町制移行に伴い、広島町立西の里小学校に名称変更。
- 1968年 - 西の里中学校が校舎独立し移転。
- 1974年 - 自然保護活動優秀団体として北海道教育委員会表彰。
- 1975年 - 現在地に校舎新築工事が完成し移転。
- 1975年 - 開校75周年、同窓会結成記念式典・祝賀会を事業協賛会と同窓会の共催により開催。
- 1982年 - 西の里住民プール完成。
- 1990年 - 児童会活動動物飼育に対し広島町（現在の北広島市）教育委員会「善行賞」受賞。
- 1990年 - 開校90周年記念式典挙行。
- 1992年 - 広島町（現在の北広島市）科学技術振興作品展にて「学校賞」受賞。
- 1993年 - 石狩管内青少年科学技術振興作品展にて「学校賞」受賞。
- 1994年 - 北海道科学技術振興作品展にて「学校賞」受賞。
- 1995年 - 広島町（現在の北広島市）青少年健全育成町民大会で「善行賞」、「文化奨励賞」受賞。
- 1996年 - 広島町（現在の北広島市）青少年健全育成町民大会で「善行賞」、「文化奨励賞」受賞。
- 1996年 - 市制移行に伴い、北広島市立西の里小学校に名称変更。
- 1998年 - 「小さな親切『実行賞』」受賞。
- 1998年 - 租税教室に関して札幌南税務署長より感謝状を受け取る。
- 1999年 - 体育館改築工事完成。
- 2000年 - 開校100周年・体育館落成記念の両式典挙行し、祝賀会開催。
- 2007年 - 東校舎増築工事完成。
- 2008年 - 校舎改修工事完成。
- 2009年 - 西の里小学校陽香分教室を開設。
- 2010年1月 - 各教室プロジェクター設置、校内LAN整備。
- 2011年8月 - 西の里小学校動物園改修工事が完成。
- 2012年2月 - 防火水槽工事・設置。
- 2015年4月 - 学校ICT環境整備事業により、教育用タブレット端末導入。
- 2016年
  - 2月 - 特定防衛施設周辺整備調整交付金活用による放送設備の更新。
  - 12月 - 校務用タブレット端末導入。
  - 8月 - 防火ダンパー修繕工事。
  - 12月 - プロジェクター更新工事。
- 2020年
  - 4月 - 里小動物園撤去工事開始。
  - 5月 - 新設里小教材園完成。開校120周年記念開校記念日。
- 2021年
  - 4月 - 「GIGAスクール構想」により、1人1台端末本格運用開始（5･6学年のみ）。
  - 6月 - 防火ダンパー修繕と屋体非構造部材耐震化の両工事開始。
  - 9月 - 防火ダンパー修繕工事終了。
  - 10月 - 屋体非構造部材耐震化工事終了。
  - 11月 - 小中一貫教育全国サミットin北広島・オープニングイベント企画･進行（児童会･生徒会）。
- 2022年
  - 4月 - 「GIGA スクール構想」により、1人1台端末本格運用開始（1～4学年）。
  - 7月 - 校舎機械室改修工事開始。
- 2023年
  - 7月 - 西の里住民プール屋根鉄骨錆止め工事開始。
  - 9月 - 西の里住民プール 屋根鉄骨錆止め工事完工。
  - 10月 - 西の里小学校校舎機械室改修工事完工。

## 教育目標
- （知）自ら学ぶ意欲と確かな学力を持つ子どもを育てる
- （情）自然を愛し、自他を思いやる子どもを育てる
- （意）自らを高めるために強い意志と実践力を持つ子どもを育てる
- （体）自らを鍛え健康な体を持つ子どもを育てる

## 在籍者数
| 学年 | 1年 | 2年 | 3年 | 4年 | 5年 | 6年 | ひまわり (特別支援) | 合計 |
| ---- | --- | --- | --- | --- | --- | --- | ------------------- | ---- |
| 学級 | 2   | 2   | 2   | 2   | 2   | 2   | 5                   | 17   |
| 児童 | 54  | 50  | 53  | 62  | 60  | 47  | 21                  | 347  |

- 2024年（令和6年）9月7日時点。

## 通学区域
- 西の里（大曲東小学校の通学区域を除く）
- 西の里東
- 西の里北
- 虹ヶ丘

## 進学先中学校
- 北広島市立西の里中学校

## 主な出身者
- 横野純貴 - サッカー選手、北海道十勝スカイアース所属